# 샤를 푸리에
프랑수아 마리 샤를 푸리에(François Marie Charles Fourier, 1772년 4월 7일 ~ 1837년 10월 10일)는 19세기 초 프랑스의 공상적 사회주의자이다. 급진자코뱅의 사상을 이어받은 그는 급진적 사회주의의 이념과 초기 프랑스 유물론에 근거한 사회주의 이론 저작물을 내놓았는데, 1837년에 페미니즘(feminism)이라는 단어를 최초로 사용한 철학자로도 유명하다. 1837년 샤를 푸리에는 이상적인 공산주의 사회로 보는 팔랑스테르(phalanstery)에서 전통 가정을 비웃고 광란의 그룹 섹스 파티를 벌여야 인류의 내재적 욕망을 해방시킬 수 있다고 주장하였다. 또한 사랑과 열정적 매력을 여성의 여성해방론에 의해서 성을 공유해야 하며, 성 학대, 근친상간, 심지어 수간을 포함해 그 어떤 형식의 성 만족 이든 모두 허락해야 한다는 엽기적인 주장까지 펼치기도 하였다.

## 삶
유복한 모직물 상인의 외아들로 프랑스 동부의 브장송에서 출생하였다. 1791년 19세 때 리옹의 어떤 상사(商社)의 외무사원이 되었다. 1793년 부친의 유산으로 리옹에서 상사를 차렸으나 프랑스 혁명의 소동으로 상품을 징발당하여 파산한다. 그 후에도 사용인으로서 상업실무에 관계하거나 중매인이 된다든가 하여 상업 투기의 기만성을 체험한다. 이 체험에서 사적 소유에 기초를 둔 상업의 무정부성이 그의 자본주의 비판의 요점이 되었다. 1808년에 〈4운동의 이론〉을 발표하였고, 또 1822년 간행한 주저 〈농업가족집단〉(개정 증보판 〈보편적 통일의 이론〉1834년), 기타 저서와 논문으로 집단 소유에 입각한 팔랑쥬(Phalanstère)라는 명칭의 공동조합 제도를 구상하였다.

## 사상

### 공산촌
샤를 푸리에는 우애와 협동에 기반한 사회주의야말로 사회적 성공에 더 큰 도움을 줄 수 있다고 생각했다. 그는 팔랑쥬(Phalanstère)라는 공산촌 계획을 수립하여 노동생산성과 경제적 평등성을 모두 달성할 수 있는 거대한 집산주의 체계를 구축하려고 하였다. 그는 작업지에 원통형 또는 사각 고리 형태의 아파트를 지은 다음, 모든 사람이 평균이상의 주거 수준을 누릴 수 있게 한 동시에, 생산성 상승을 꾀하기 위하여, 생산성이 제일 낮다고 평가되는 노동자는 1층, 제일 높다고 판단되는 노동자를 제일 위의 층에서 거주할 수 있게 해야 한다고 주장하였다. 일자리는 각 개인의 희망에 따라 분배하는 동시에, 의무로 지정된 하루 근로 시간은 6시간이며, 일주일 중 하루는 쉬게 해야 한다고 주장했으며, 재화의 경우는, 모두에게 기초적인 재화를 분배하되, 생산성에 따른 약간의 차등을 둔다. 이것 외에도 육아를 위한 탁아소, 그리고 정신적 안정을 위한 건전한 오락을 제공하는 사회복지시설, 교육 시설, 의료 시설, 공동 식당 등을 두어야 하며, 인류애를 증가시키기 위한 이성(logos)의 제단을 만들어서 의무적으로 참여케 해야 함을 설파했다.

### 근대적 문명 비판
그는 사회적 병리 현상의 주요 원인을 문명의 물질적 발전에 따른 상업화에서 찾을 수 있다고 분석하였다. 이 당시 자본주의라는 표현은 없었지만, 그가 비판하는 상업화란 현대의 자본주의와 유사하다. 그는 전방위적인 상업화가 과거 중세 몽매 시기에 비해 훨씬 높은 생산성을 구축하는 데에는 성공했으나 인간의 정신을 크게 타락시켜 '최고 존재로서의 신'(우주만물의 이성)에 대한 추구성을 파괴했다고 하였다. 그는 그 자신이 유물론자였으나, 인간의 행복을 결정하는 것은 최고의 원리에 기반한 삶, 즉, 정신에서의 고귀함을 추구하는 것이라고 하였다.

### 아동교육론
그는 아동의 잠재성을 관통했던 교육철학자 중 한 명이었다. 아동을 '어리석고 시끄럽기만 한 존재'라고 치부했던 근대 문명 교육제도의 선구자들을 비판했으며, 오히려 어린 시기에 들어서는 교육 효과가 성인에 비해 훨씬 높다고 주장하였다. 그는 아동들의 흥미를 유도하여 그들의 혼재 속성을 파악하는 교육론을 제시하였으며, 아동이 갖고 있는 속성을 약 다섯 가지로 요약하였다.
1. 모든 것을 조사하고, 해결하려고 하며, 항상 새로운 것을 추구
2. 모방 본능
3. 산업 및 노동작업적으로, 역동적인 형태를 추구
4. 산업 및 노동작업적으로, 축소된 형태를 추구
5. 연약함 뒤에 숨어있는 강력한 발전성

그는 인간이라는 존재는 천부적으로 자신의 속성을 평화롭고 조화로운 방식으로 추구하고 간직하려는 선함의 특성을 가진다고 봤으며, 사회의 야만성에 함몰되어 결국 성인에 이르게 되면 대부분이 타락한 인간상이 될 수밖에 없다고 보았다. 그는 혼란과 무질서, 향락성을 절제하면 인간이 더욱 더 자신의 천부성을 조화롭게 이어나갈 수 있다는 관점을 갖고 있었다.

### 여성 인권
당시 대다수 급진주의자들은 장자크 루소의 낭만주의에 빠져있었기에 여성은 남성의 아래라는 의식에 있어서 보수주의자들과 별 차이를 보이지 않았었다. 그러나, 샤를 푸리에는 루소의 낭만주의를 비판했다. 동시에, "(성별로 차별을 가하는 주장들)이 주장은 곧 인류의 반에 해당하는 인간의 욕구를 극도로 억압하자는 것인데, 이러한 주장을 일삼는 자들은 인류애적 가치를 훼손하는 자들이다."라는 주장에서도 알 수 있듯이, 여성도 남성과 다를 바가 없는 인간이며, 일부 비본질적 차이만 존재한다고 보았다. 따라서, 여성도 역시 옴니커크가 될 수 있으며, 남자와 비슷한 재산권과 교육권을 획득해야 한다고 주장했다. 그는 또한, 당시 여성의 욕망들(물욕 및 성욕)을 억압하고, 그것을 남성만이 차지할 수 있다는 류의 차별주의자들에 대한 급진적인 비판을 전개하였다. 그의 여성해방론은 주로 여성이 갖는 욕구를 억압하는 것을 비판하는 것으로 전개되었다.

### 인간론
그의 윤리학에 관련된 저서인 〈4운동의 이론>에 따르면, 인간은 810가지의 고정적인 긍정의 개인성을 갖고 있으며, 이에 대항하는 부정의 개인성도 810가지가 존재한다고 봤다. 이에 따르면 인간은 1,620가지 유형의 성격이 혼재된 상태로 살아갈 것이다. 그에 따르면, 인간은 이러한 1,620가지 속성의 혼재 비중이 자기와 같은 사람과 사랑을 나눌 때 비로소 진정한 사랑을 느낄 수 있다. 또한, 이는 사랑 뿐만이 아닌, 노동에 대한 선호도 또한 포함된다. 그는 노동도 또한 이 1,620가지의 속성에 맞게 구비가 되어야 한다고 했으며, 이러한 것이 완벽하게 이뤄진 600만 명 단위의 사회의 단위 지도자를 옴니커크(omniarch)라고 칭하였다. 그는 동성애도 역시 1,620가지 유형의 혼재된 양상 중 하나에 속하기 때문에 특별히 취급할 필요가 없다고 주장했는데, 이는 당시 기독교적 사고관이 팽배했던 시대에서 상당히 급진적인 발언이었다.
그러나, 그는 이러한 다양한 속성들도 결국 단 하나의 본질에 의해 파생된 것이라고 주장하였다. 그는 인간인 이상 행복이란, 이러한 속성을 추구하는 데에 있다고 하였기 때문에, 그것을 하나의 본질에 일원화시키는 방향보단, 그것이 하나의 본질에 근거한 자연원리에 맞게 운용되어야 함을 강조하였다. 이러한 사상은 그가 바뤼흐 스피노자 이후의 코나투스 개념에 영향을 받았다는 뜻으로도 해석된다.

## 한계
그의 공산촌 계획은 어디까지나 각성된 부르주아의 선심에 의존한 것이었다. 당시의 시대적 배경으로 말미암아 그는 노동자 또는 빈곤층들의 정치세력화와 혁명 전술에 대한 체계적인 고찰을 하지 않았던 것으로 보인다.

## 아소시아시옹 논쟁
샤를 푸리에의 공산촌 개념은 반체제 언론인이었던 빌헬름 슐츠의 《국가사전》을 통하여 유럽 각지로 퍼지게 되었다. 이 개념은 수많은 사회주의자들 사이에서 논란을 일으켰는데, 대표적으로 일어난 사건이 피에르조제프 프루동과 카를 마르크스의 '아소시아시옹 논쟁'이다.
피에르조제프 프루동은 1842년에 저술한 《경제적 모순의 체계, 혹은 빈곤의 철학》에서 앙리 드 생시몽과 샤를 푸리에의 공산촌 소유 구조 체계를 '노동자 아소시아시옹'(associations de travailleurs)라는 독자적인 개념으로 해석하였다. 그는 노동자 아소시아시옹이 종래의 국가 체계를 완전히 대체하는 인민의 공동체이며, 이러한 공동체는 과거 국가 체계의 모든 요소가 사라지기에 권력 구조도 종래에 없던 완전히 새로운 구조로 대체될 수 있다고 하였다. 그는 이 아소시아시옹의 형성은 국가에서 비국가로 나아가는 형태이며, 그 사이에는 돌이킬 수 없는 장벽, 즉, '국가적인 것'과 어떠한 연쇄성도 없다고 주장하였다. 반면, 카를 마르크스는 《철학의 빈곤》을 통하여 그의 주장을 반박하였다. 카를 마르크스는 게오르크 빌헬름 프리드리히 헤겔의 '지양'(Aufheben) 개념을 국가의 발전 양상에 적용하여 앙리 드 생시몽과 샤를 푸리에 등이 주장한 공산촌 구상은 국민국가의 틀에서의 내적 혁명을 통해 발생한 한 사회 구조의 형태라고 주장하였다. 여기서 그는 헤겔적 지양 측면에서 '보존된 것'은 국가라는 구성체이며, '변화된 것'은 낡은 생산 단계(자본주의)를 뒤엎은 새로운 생산 단계(사회주의)에 진입한 경제 구조라고 하였다. 즉, 이 '아소시아시옹'이 종래의 국가 속성에 기반한 상태로 발전해나간 개념이며, 당연히 과거 관념적 사회주의자들이 주장했던 아소시아시옹 구상은 하나의 국가 통치 체계로 이해될 수 있다는 것이었다.

## 같이 보기
- 브룩팜
- 괜찮은 일자리
- 프레드릭 제임슨